# Skela (Glina)
Skela falu Horvátországban, Sziszek-Monoszló megyében. Közigazgatásilag Glinához tartozik.

## Fekvése
Sziszek városától légvonalban 32, közúton 41 km-re délnyugatra, községközpontjától légvonalban 5, közúton 6 km-re délnyugatra, a Glina folyó jobb partján fekszik.

## Története
Skelánál már a török időkben katonai tábor volt, mely a Glina mentén támadó török erőkkel szemben erősítette a térség védelmét. A falu a környék számos településéhez hasonlóan a 17. század vége felé népesült be. A település nevét arról kapta, hogy a helyiek tutajozással (skela = tutaj) biztosították a révátkelést a Glinán. 1696-ban a szábor a bánt tette meg a Kulpa és az Una közötti határvédő erők parancsnokává, melyet hosszas huzavona után 1704-ben a bécsi udvar is elfogadott. Ezzel létrejött a Báni végvidék, horvátul Banovina (vagy Banja), mely katonai határőrvidék része lett. 1745-ben megalakult a Glina központú első báni ezred, melynek fennhatósága alá ez a vidék is tartozott. 1746-ban már állt a település első kápolnája. 1881-ben megszűnt a katonai közigazgatás. A falunak 1857-ben 293, 1910-ben 278 lakosa volt. 1918-ban az új szerb-horvát-szlovén állam, majd később Jugoszlávia része lett. A második világháború idején a Független Horvát Állam része volt. A falu 1991. június 25-én a független Horvátország része lett. 1991 őszén elfoglalták a JNA alakulatai és a szerb szabadcsapatok. A horvát lakosságot elűzték, házaikat, kápolnájukat, temetőjüket lerombolták. 1995. augusztus 8-án a Vihar hadművelettel foglalta vissza a horvát hadsereg. A településnek 2011-ben 41 lakosa volt, akik mezőgazdasággal és állattartással foglalkoztak.

## Népesség
| Lakosság változása | Lakosság változása | Lakosság változása | Lakosság változása | Lakosság változása | Lakosság változása | Lakosság változása | Lakosság változása | Lakosság változása | Lakosság változása | Lakosság változása | Lakosság változása | Lakosság változása | Lakosság változása | Lakosság változása | Lakosság változása |
| ------------------ | ------------------ | ------------------ | ------------------ | ------------------ | ------------------ | ------------------ | ------------------ | ------------------ | ------------------ | ------------------ | ------------------ | ------------------ | ------------------ | ------------------ | ------------------ |
| 1857               | 1869               | 1880               | 1890               | 1900               | 1910               | 1921               | 1931               | 1948               | 1953               | 1961               | 1971               | 1981               | 1991               | 2001               | 2011               |
| 293                | 249                | 210                | 226                | 268                | 278                | 243                | 300                | 272                | 270                | 240                | 212                | 157                | 109                | 82                 | 41                 |

## Nevezetességei
Szent Miklós püspök tiszteletére szentelt római katolikus kápolnája a 18. században épült. Először egy fakápolna állt a maitól keletre, melyet 1746-ban említenek először. Ez 1784-re nagyon rossz állapotba került, így lebontották és a 18. század végén újat építettek helyette. Mai formáját az 1883-as átépítés után kapta. 1991 őszén a falut elfoglaló szerbek felrobbantották és a körülötte fekvő temetőt is elpusztították. A háború után a helyiek újjáépítették. Falai vakoltak, padlózata téglával burkolt, mennyezete deszkázott, a toronysisakot bádog fedi.

## Kultúra
2017. február 4-én alakult meg a település lokálpatrióta klubja, melynek első elnökévé Mladen Štajdohart választották.